# Salea
Salea es un género de iguanios de la familia Agamidae. Sus especies son endémicas del sur de la India continental.

## Especies
Se reconocen las 3 especies siguientes:
- Salea anamallayana (Beddome, 1878)
- Salea gularis Blyth, 1854
- Salea horsfieldii Gray, 1845